# Jens Peter Fisker
Jens Peter Fisker (født 2. september 1930 i Frørup, død 9. juni 2009 i Svendborg) var en dansk politiker, der var amtsborgmester i Fyns Amt 1974-1993, valgt for Socialdemokratiet.
Fisker begyndte sin arbejdsmæssige karriere i toldvæsenet, hvor han var fra 1947 til 1954, men han skiftede spor og blev i 1954 tilknyttet kriminalpolitiet i Svendborg. Sideløbende med arbejdet hos politiet var han fra 1965 og frem til 1978 formand for Socialdemokratiet i Svendborg; fra 1969 tillige medlem af partiets hovedbestyrelse og i 1973 også af forretningsudvalget. I 1966 blev han medlem af Svendborg Byråd, hvor han sad frem til 1970, hvor han blev valgt til Fyns Amtsråd. Han blev amtsborgmester i 1974, og sad frem til 1993, hvilket gør ham til den længst regerende i amtet. Fisker var medlem af amtsrådet til 1998.
Udover politiske poster har han haft en lang række tillidsposter, bl.a. var han en årrække repræsentantskabsmedlem i Den Sociale Ankestyrelse og formand for Sygesikringens Forhandlingsudvalg.